# 实龙岗北站
实龙岗北地铁站（英語：Serangoon North MRT Station，代號CR9）是新加坡地铁跨岛线的一个车站，位于新加坡本岛实龙岗规划区与后港规划区交界处。

## 历史
2019年1月25日，陆交局宣布跨岛线第一阶段的车站位置，实龙岗北站为本路线的一部分。跨岛线第一阶段的建设工程将于2020年开始，并于2030年完工。